# Base di Lewis
Una base di Lewis è qualsiasi molecola o ione che è in grado di formare un nuovo legame di coordinazione donando una coppia di elettroni. In altri termini, qualsiasi molecola che possiede un doppietto solitario in un orbitale di legame può comportarsi come una base di Lewis se è in grado di legare una specie elettrofila. Le basi di Lewis generalmente sono in grado di formare legami idrogeno.
Un nucleofilo è una base di Lewis.
Le basi di Lewis non richiedono uno ione idrossido come specie caratterizzante la basicità. Alcuni esempi di basi includono l'ammoniaca e le ammidi. Molti anioni sono considerati basi di Lewis, come F-.
Quando un acido di Lewis e una base di Lewis formano un complesso, la base di Lewis è sempre il legante.
Esempio di base di Lewis:
{\displaystyle \mathrm {CO_{3}^{2-}} _{(aq)}+\mathrm {2H_{2}O} _{(l)}\longrightarrow \mathrm {H_{2}CO_{3}} _{(aq)}+\mathrm {2OH^{-}} _{(aq)}}
In questo caso {\displaystyle \mathrm {CO_{3}^{2-}} _{(aq)}} si comporta da base di Lewis cedendo una coppia di elettroni.